# Vila vid denna källa
För andra betydelser, se Vila vid denna källa (olika betydelser).
Vila vid denna källa, Eller oförmodat avsked, förkunnat vid Ulla Winblads frukost en sommarmorgon i det gröna, eller Fredmans epistlar nummer 82 är den sista, och kanske mest populära, episteln i Carl Michael Bellmans Fredmans epistlar från 1790. Sången skildrar ett muntert sällskap som äter frukost i det gröna och hela naturen lever med i festen. Samtidigt är det en hyllning till, och ett rörande avsked av, Ulla Winblad. Melodins ursprung har inte kunnat identifieras. Eventuellt kan den vara skriven av Bellman själv. Sången har tillägnats Carl Gustaf af Leopold.
Titelns "källa" kunde förutom den bokstavliga betydelsen hos Bellman även syfta på en hälsobrunn eller till och med den gudomliga nåd som syndaren får förlåtelse ur. Att det rör sig om en hälsobrunn (möjligen Djurgårdsbrunn) märks i att det vid platsen tydligen finns utskänkning och musikalisk underhållning. Platsens betydelse gör att sången får en mörkare underton än de andra pastoraler som troligen skrevs till utgivningen av epistlarna 1790; till denna bidrar även att mitt i festens rus och naturens skönhet oroande bilder smyger sig in, som vrålande tjurar, svarta skuggor och den krögare som kräver in notan och därvid kallas basilisk.
I sjätte strofen kommer så kulmen på detta, när Fredman reser sig upp och håller ett avskedstal, där flera av Bellmans teman samlas: kulten av Fröja och Bacchus, Ulla Winblad och hennes lockelse samt Charon som väntar på att ta hand om Fredmans själ. Raderna om att Fredman ser sig "till Naturens skuld förbruten" syftar på att han känner sin annalkande död; hans fattigdom gör att ödesgudinnan Klotho klipper av en rockknapp för att han skall kunna betala färjemannen. Slutet är dock triumfatoriskt: genom att en sista gång "fira bröllop" med Ulla Winblad övervinns döden, och minnet av händelserna kommer att kvarleva.